# Manuale di caccia e pesca per ragazze
Manuale di caccia e pesca per ragazze è l'opera di debutto della scrittrice statunitense Melissa Bank, una raccolta di racconti pubblicata a New York nel 1999 dall'editore Viking e nello stesso anno, in Italia, da Frassinelli.

## Storia editoriale
L'autrice, che all'epoca della pubblicazione del libro aveva 38 anni, impiegò circa dodici anni per completare l'opera. Fu costretta ad interromperne la scrittura a causa di un grave incidente stradale di cui fu vittima, travolta da un'auto mentre rientrava a casa in bicicletta dopo una radioterapia a cui si era sottoposta perché malata di cancro. La sua memoria e le sue capacità linguistiche risultarono per lungo tempo compromesse; per circa due anni non fu in grado di leggere e di scrivere.
Da quanto dichiarato in un'intervista, avrebbe sottoposto il testo "a circa un milione di riscritture", tornando su ogni storia o scrivendone di nuove; inoltre, con il trascorrere del tempo, invecchiando, avrebbe percepito le cose in modo diverso.
A una settimana dalla sua uscita diventa un fenomeno editoriale, collocandosi tra le migliori vendite negli Stati Uniti, in Inghilterra e in Francia. È stato tradotto in oltre trenta lingue e ha venduto più di 1,5 milioni di copie.
Uno dei racconti, La strada più facile (tit. orig. The Worst Thing a Suburban Girl Could Imagine) nel 2005 è stato pubblicato da Penguin in veste editoriale autonoma.
Nel 2022 Manuale di caccia e pesca per ragazze è stato ripubblicato in Italia dall'editore Accento, con la prefazione di Paolo Cognetti.

## Trama
(Un'esperta principiante)
I racconti, ad eccezione di La miglior luce possibile e Potresti essere chiunque, sono narrati in prima persona da Jane Rosenal, nel primo racconto quattordicenne spigliata, arguta ed autoironica, ipersensibile nei confronti di se stessa e dell'ambiente circostante, spettatrice delle vicende amorose del fratello maggiore e intenta ad immaginarsene di proprie, e nei successivi adulta alle prese con problemi di carriera, autorealizzazione, ricerca dell'amore. Dopo diverse relazioni senza successo, la trentacinquenne Jane approda nell'ultimo racconto ad un finale romantico, incontrando e riuscendo a convivere serenamente con il suo nuovo compagno, senza rinunciare a sé stessa.
In un'intervista Bank ha affermato: “Qualcuno mi ha chiesto come potrebbe essere descritto il libro. Penso che sarebbe "La ragazza incontra il ragazzo, la ragazza perde se stessa, la ragazza diventa se stessa". Il fulcro della raccolta di racconti non starebbe quindi nella "caccia", tragicomica e romantica, dell'uomo da sposare e con cui condividere la vita, a cui alluderebbe il titolo - una parodia romantica ispirata al famoso manuale The Rules del 1995 -  ma nel riuscire a trovare se stessi e a perseguire la propria realizzazione creativa.
Il libro è in parte autobiografico: come Jane, il personaggio principale, Melissa Bank nacque a Filadelfia e visse a New York, ebbe un padre neurologo morto di leucemia dopo aver tenuto segreta la malattia per quasi un decennio, un amante più anziano affetto da diabete e con trascorsi di alcolismo e lavorò nel campo dell'editoria e della pubblicità, come copywriter presso l'agenzia McCann-Erickson, pensando ad una carriera come scrittrice.

## Personaggi
- Jane Rosenal, protagonista e voce narrante; giovane editor in formazione che cerca un suo posto nel mondo del lavoro e nella scena letteraria di New York, ma anche un suo equilibrio sentimentale e personale;
- la famiglia di Jane: il padre neurologo che muore di leucemia dopo aver nascosto per quattro anni la sua malattia ai figli (vedi il racconto La strada più facile); la madre, che "in famiglia indossava una maschera"; il fratello maggiore Henry, di cui osserva, fin dall'adolescenza "gli imperscrutabili rituali di accoppiamento";[6] la prozia Rita; la nonna materna;
- Archie Knox, un anziano e famoso editor, donnaiolo e alcolizzato; Jane avvia con lui, che le fa da mentore, una lunga relazione sentimentale, dalla quale alla fine si emancipa scegliendo di crescere da sola. Questo rapporto e la sua evoluzione vengono descritti nei racconti Vecchio mio e La strada più facile;
- gli altri (ex)fidanzati di Jane: Jed Hanson, con il quale Jane trascorre una vacanza ai Caraibi, costellata da dubbi su un avvenuto o presunto tradimento (ne scrive nel racconto La casa sull'acqua); uno dei protagonisti, senza nome, del racconto Potresti essere chiunque;
- Robert, l'anima gemella, protagonista del racconto finale del libro, Manuale di caccia e pesca per ragazze, che Jane riesce a conquistare "restando semplicemente se stessa", contrariamente a ogni "regola" codificata dal manuale di successo del momento;
- altre donne: le amiche di Jane, Sophie e Donna; le ragazze del fratello maggiore (Julia, Rebecca); la sua responsabile editor, Mimi; la figlia di Archie, Elizabeth; l'amica di Robert, Apollinaire; le presenze invisibili ma ossessive di Bonnie e Faith dell'ultimo racconto, suggeritrici di consigli per accalappiare un marito, in realtà Sherrie Schneider ed Ellen Fein, autrici del successo editoriale The Rules: Time-Tested Secrets for Capturing the Heart of Mr. Right (1995), un manuale, tradizionale e conservatore, summa di regole rivolte alle donne pronte a tutto pur di conquistare e sposare l'uomo dei propri sogni.[11]

## Struttura del libro
Il libro contiene sette racconti, ognuno dei quali è accompagnato da una o più citazioni iniziali: i Beatles, Book of etiquette: a guide to gracious living di Amy Vanderbilt, La mistica della femminilità di Betty Friedan, frasi tratte da manuali di consigli di vario genere, dal Manuale del marinaio o dal Manuale di dattilografia, a quello delle Giovani ragazze scout.
I racconti si succedono cronologicamente; ognuno può essere letto in modo autonomo, ma sono tutti collegati fra di loro, ad eccezione di La miglior luce possibile. Il penultimo, Potresti essere chiunque, è la cronaca del fallimento della relazione di una coppia senza nome, descritta utilizzando la seconda persona singolare, il "tu" come voce narrante. Le vicende descritte - come l'incidente stradale e la scoperta, da parte della donna protagonista, di essere ammalata di cancro - sono facilmente riconducibili ad eventi vissuti dall'autrice.

### Titolo dei racconti
- Un'esperta principiante
- La casa sull'acqua
- Vecchio mio
- La miglior luce possibile
- La strada più facile
- Potresti essere chiunque
- Manuale di caccia e pesca per ragazze

## Critica
(Ellen Fein e Sherrie Schneider, Le regole, cit. in Manuale di caccia e pesca per ragazze")
Jim Collins ha annoverato quest'opera fra quei romanzi - come In the Drink di Kate Christensen, Il diario di Bridget Jones di Helen Fielding (1996), Alta fedeltà di Nick Hornby, Jane Austen Book Club di Karen Joy Fowler (2004) - che hanno trasformato la "cultura letteraria popolare" in universi narrativi, offrendo lezioni di "autoapprendimento" per il pubblico contemporaneo su amore, cultura e beni materiali, attraverso la reinvenzione consapevole di romanzi classici di Trollope, Flaubert, Tolstoj, Austen, James, Wharton, e altri.
In particolare, Collins usa per tali romanzi il termine "post-letterario" per definire l'uso elaborato che essi fanno "della narrativa letteraria canonica, mentre trasformano il tradizionale romanzo di costume in una guida al consumismo romantico", allontanandosi allo stesso tempo dalla "serious fiction contemporanea".
Jane, la stessa protagonista del Manuale di caccia e pesca per ragazze, nell'ultimo racconto del libro conferma i favori accordati, anche da persone di raffinati gusti culturali, ai manuali di auto-aiuto. Nel pieno di una crisi di sfiducia nelle proprie capacità seduttive, entrata in una libreria Barnes & Noble finge di cercare un romanzo di Edith Wharton, per poi scegliere fra gli scaffali, portandolo furtivamente alla cassa, "come se fosse una panciera o un vibratore", una guida scritta da due donne, "quel terribile libro su come conoscere e sposare l'uomo giusto, di cui mi ha parlato Donna, "terribile" perché funziona."
Il modello di vendita del libro, evidenziato nella quarta di copertina della prima edizione uscita negli Stati Uniti, puntò a paragonare Bank e la sua protagonista Jane, a Helen Fielding e alla sua creatura letteraria Bridget Jones, spingendo alla classificazione del Manuale di caccia e pesca per ragazze nel genere chick-lit rivolto a giovani donne, una definizione ritenuta dall'autrice "denigrante sia per i lettori che per gli scrittori. È come dire che questi sono libri di ragazze, su ragazze e per ragazze, e quello che succede a una donna single non ha conseguenze per nessuno tranne che per sé stessa o per altre donne".
Paolo Cognetti, autore dell'introduzione alla nuova edizione del libro pubblicata nel 2022 da Accento, si è a sua volta opposto a questa collocazione, allusiva al "romanzetto rosa e alla posta del cuore", definendo quest'opera "letteratura vera, letteratura e basta. Con le forme, i temi, le storie e i sentimenti della sua epoca". Del filone femminile costituito da autrici di storie di "ragazze eccentriche, a volte stralunate, che a fatica cercavano il proprio posto nel mondo, facendo danni soprattutto a se stesse", fra le quali, oltre a Bank, annovera Amy Hempel (Ragioni per vivere, 1985), A.M. Homes (La sicurezza degli oggetti, 1990), Pam Houston (Ho un debole per i cowboy, 1992), Aimee Bender (La ragazza con la gonna in fiamme, 1998), lo scrittore ha indicato come "maestre comuni, d'ironia e di crudo realismo" Grace Paley, Margaret Atwood, Joyce Carol Oates, e, prima ancora, Dorothy Parker, Flannery O'Connor e Carson McCullers.
Il personaggio di Jane che esprime dolcezza e smarrimento, e il suo umorismo, esercitato "per deviare la disperazione", hanno condotto altri recensori a paragonarlo all'Holden Caulfield di JD Salinger; lo stile "minimalista", pulito e semplice di Bank, alla prosa cristallina di Carver.

## Opere derivate
Due film sono basati su una parte o su tutta l'opera:
- The Girls' Guide to Hunting and Fishing di Francis Ford Coppola, che detiene i diritti sul titolo e sul racconto con quel titolo; American Zoetrope ha in programma un adattamento dell'ultimo racconto del libro;
- Suburban Girl (2007), diretto da Marc Klein e basato su due racconti del libro, Vecchio mio e La strada più facile (tit. originale The Worst Thing a Suburban Girl Could Imagine)

## Edizioni
- (EN) Melissa Bank, The Girls' Guide to Hunting and Fishing, 1ª ed., New York, Viking Press, 1999, ISBN 0-670-88300-X.
- Melissa Bank, Manuale di caccia e pesca per ragazze, traduzione di Marcella Maffi, Milano, Frassinelli, 1999, ISBN 978-88-7684-571-0.
- Melissa Bank, Manuale di caccia e pesca per ragazze, traduzione di Marcella Maffi, Milano, Accento, 2022, ISBN 979-12-8105-500-1.